# Noble Peak
Der Noble Peak (spanisch Pico Noble) ist ein 560 m (nach britischer Darstellung 720 m) hoher Berg auf der Wiencke-Insel im westantarktischen Palmer-Archipel. Er ragt 1,5 km südwestlich des Lockley Point am nordöstlichen Ende der Comer Range auf.
Teilnehmer der Belgica-Expedition (1897–1899) unter der Leitung des belgischen Polarforschers Adrien de Gerlache de Gomery entdeckten ihn. Sein Name erscheint erstmals auf einer Landkarte, die auf Vermessungen der britischen Discovery Investigations im Jahr 1927 zurückgeht. Der Benennungshintergrund ist nicht überliefert.